# Leptoconops transversalis
Leptoconops transversalis är en tvåvingeart som först beskrevs av Jean-Jacques Kieffer 1921.  Leptoconops transversalis ingår i släktet Leptoconops och familjen svidknott.
Artens utbredningsområde är Tunisien. Inga underarter finns listade i Catalogue of Life.